# 库边斯科耶农村居民点 (哈罗夫斯克区)
库边斯科耶农村居民点（俄语：Сельское поселение Кубенское）是俄罗斯联邦沃洛格达州哈罗夫斯克区所属的一个农村居民点。其下辖有48个居民点，行政中心为索罗日诺。据2015年统计，该农村居民点的人口为652人。